# Église de la Sainte-Trinité du quai d'Octobre
L'église de la Sainte-Trinité (церковь Пресвятой Троицы в киновии Александро-Невской лавры) est une église orthodoxe russe située à Saint-Pétersbourg au bord de la Néva au 18 quai d'Octobre dans le district de la Néva. Elle est dédiée à la Sainte Trinité. Elle est construite en style néorusse du XVIIe siècle.

## Histoire et description

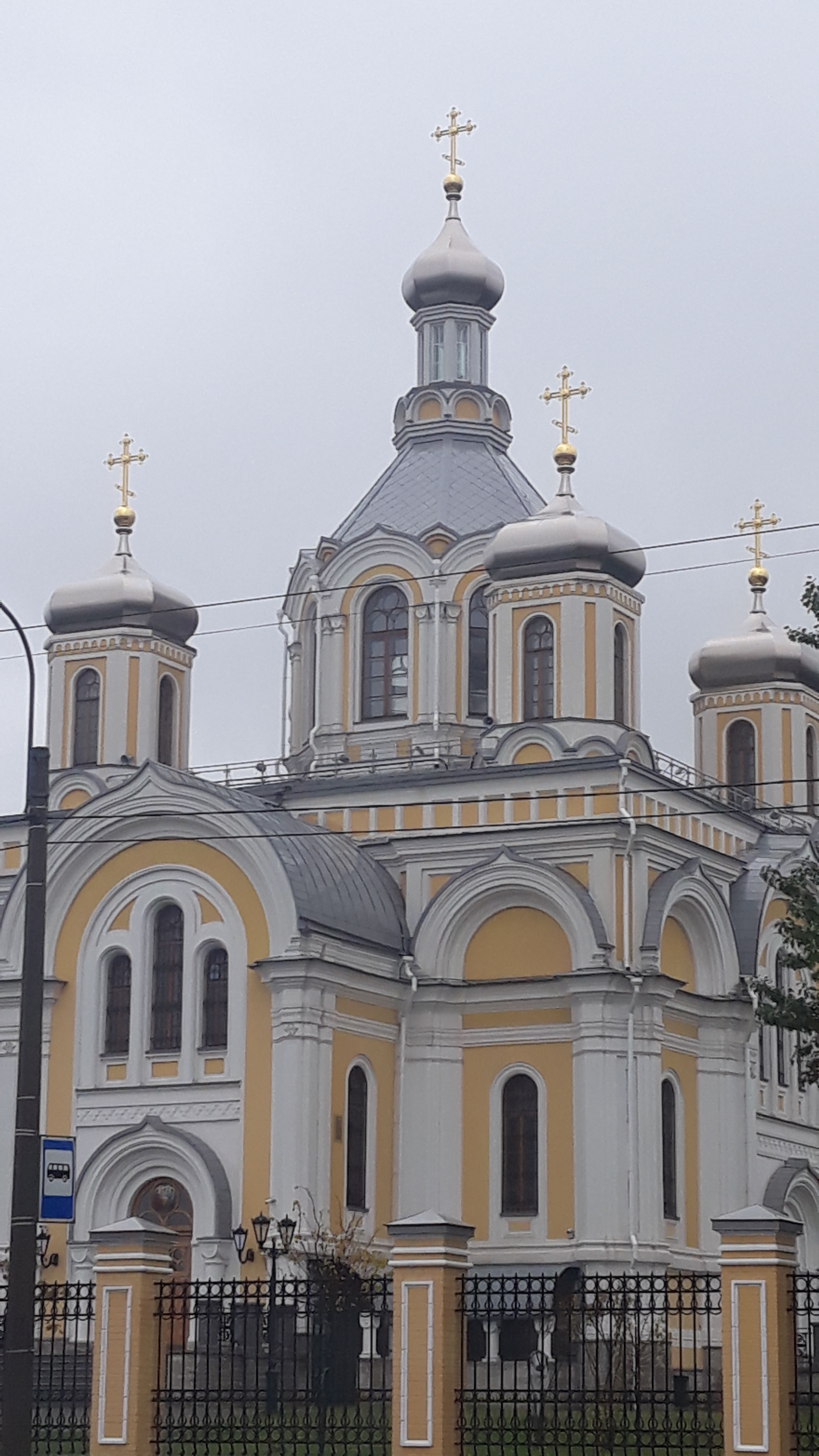
Façade.

Le monastère Saint-Alexandre-Nevski possède ce terrain offert par Pierre le Grand depuis 1714. Il se trouve alors en dehors de la ville et sert de pâturage et d'étable aux moines, puis simplement de champ de foin. En 1820, le métropolite Michel (Desnitski) y fait construire une petite filiale de la laure Saint-Alexandre-Nevski pour y installer dans le calme ses moines âgés dans les dernières années de leur vie. Une petite église attenante en bois est érigée en 1840-1841 sous la dédicace de la Nativité de Marie. En 1845-1847, les architectes Guémilian et Brandt érigent (n° 16 et n° 20) deux bâtiments monastiques de briques à un étage supérieur avec une aile symétrique en L pour abriter les cellules et salles communes des moines, l'un est du côté Nord, l'autre est du côté Sud. Un cimetière est ouvert au n° 14 pour les paysans des environs en 1848. L'église centrale qui fait face au fleuve est bâtie à partir de 1862 selon les plans de l'architecte Grigori Karpov. Elle est consacrée le 28 juillet 1868 à la Sainte Trinité. La famille des marchands Nabilkov est la principale contributrice pour la construction et la finition de l'église, donnant au début jusqu'à soixante mille roubles, ce qui est une somme très importante à cette époque. L'église se présente de forme cubique selon un plan carré surmontée d'une coupole hexagonale à bulbe entourée de quatre petits bulbes.
Après la Révolution d'Octobre, le monastère ferme et l'église de la Sainte-Trinité devient église paroissiale. Elle est fermée à son tour par les communistes en 1937 et elle est donnée au combinat industriel de Volodar qui détruit les coupoles, anéantit le cimetière et disperse toute la décoration intérieure de l'église. Elle est transformée en divers ateliers, avec entrepôt de pommes de terre au sous-sol, puis elle devient en 1952 un foyer de travailleurs avec des étages intérieurs. La petite église de bois est quant à elle détruite en 1942 pour servir de combustible pendant le siège de Léningrad.
L'ensemble est rendu à l'Église orthodoxe russe en 2001. En 2015, l'église de la Sainte-Trinité et les bâtiments attenants sont dans un état pitoyable.
Les travaux de restauration commencent en 2015 à l'initiative d'habitants du secteur qui après expertises techniques font appel au fond de restauration des lieux de culte de l'Église orthodoxe russe. L'église, qui avait été partiellement rendue au culte depuis 2001, connaît des travaux qui se poursuivent de façon intensive avec l'appel des meilleurs artisans. Elle est terminée en 2020. Les offices y ont lieu les jours de fête, le samedi soir et le dimanche à 10 heures. 
En 2000, l'ensemble a été donné comme hôtellerie et filiale au monastère Saint-Jean de Tcheremenets. Le jardin avec des sites pour les jeux des enfants est ouvert aux promeneurs, ainsi que le grand parc boisé qui se trouve derrière l'ensemble.

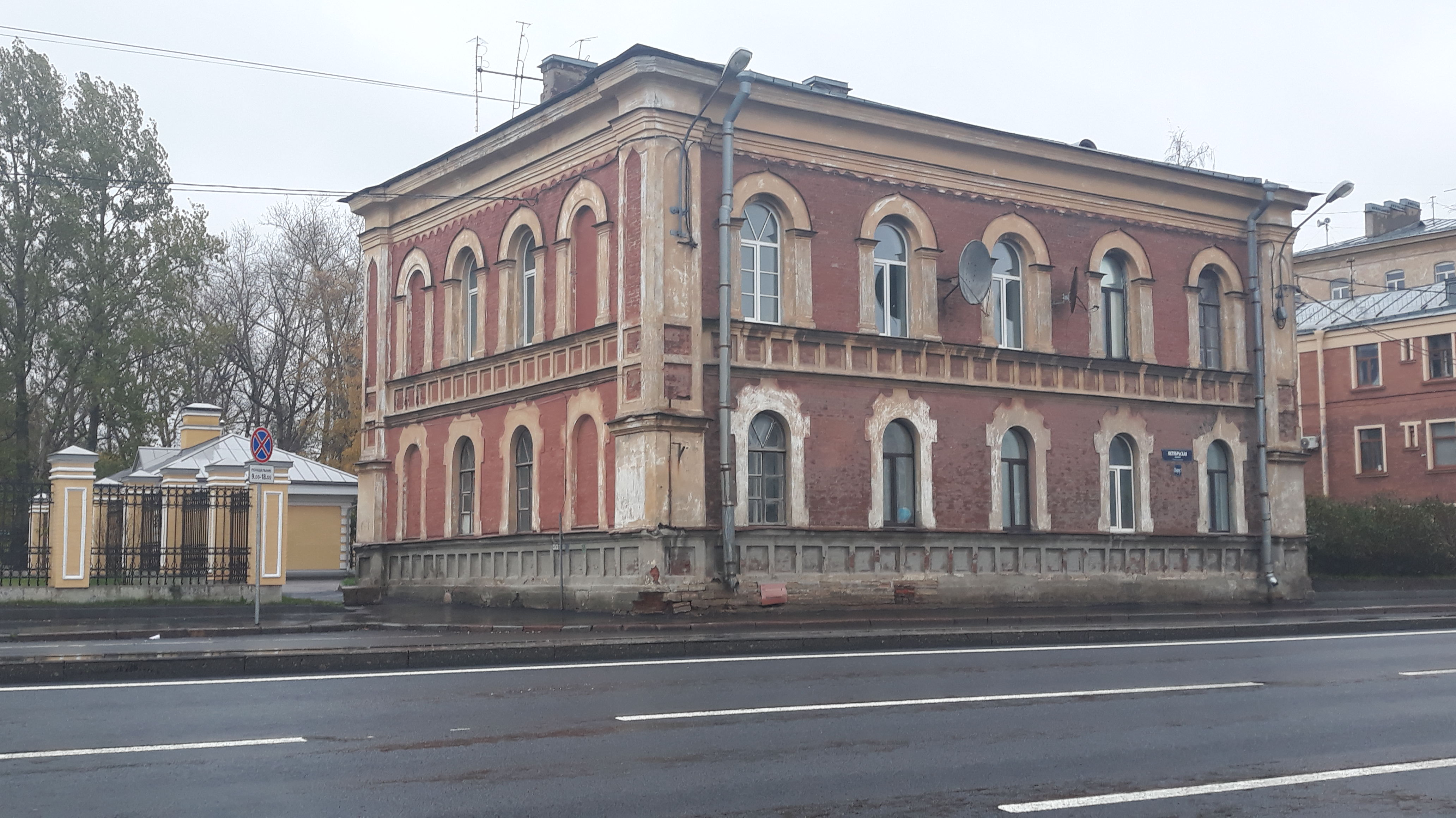
Aile monastique au n° 20
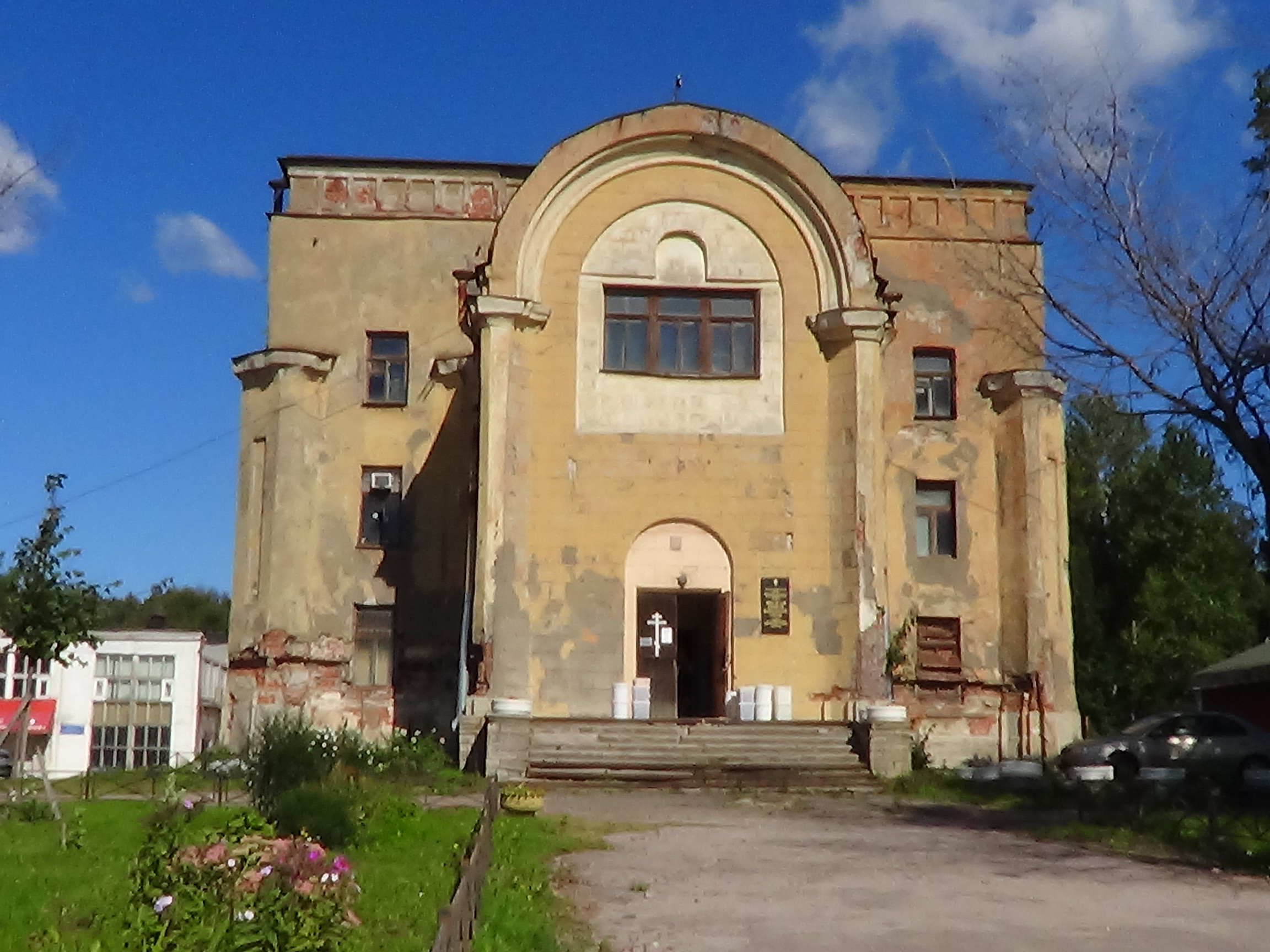
État de l'église de la Sainte-Trinité en 2013